# SBメディアホールディングス
SBメディアホールディングス株式会社（英: SB Media Holdings Corp.）は、日本の純粋持株会社。ソフトバンク株式会社の完全子会社。

## 概要
ソフトバンク出版部門であるメディア・マーケティング事業の再編により
出版事業のソフトバンク パブリッシング株式会社とブロードバンドコンテンツ事業のソフトバンク・メディア・アンド・マーケティング株式会社と3社合併し、株式移転によりソフトバンククリエイティブ（後のSBクリエイティブ）の純粋持株会社となった。

## 沿革
- 2005年
  - 8月1日 - 「ソフトバンクメディアマーケティングホールディングス株式会社」設立。株式移転によりソフトバンク・メディア・アンド・マーケティング（後のSBクリエイティブ）、ソフトバンク パブリッシング、SBMMクリエイティブを子会社化。
  - 10月1日 - 子会社ソフトバンク・メディア・アンド・マーケティング、ソフトバンク パブリッシング、SBMMクリエイティブが合併し、「ソフトバンククリエイティブ株式会社」（後のSBクリエイティブ）となる。
- 2006年1月1日 - SBMMホールディングスを吸収合併[4]。
- 2008年
  - 3月 - 株式移転によりデジタルサイネージ事業のCOMEL（後のアスラテック）を子会社化。
  - 9月 - 株式移転によりソフトバンク・ヒューマンキャピタルを子会社化。
- 2009年
  - 3月 - 株式移転によりリアライズ・モバイル・コミュニケーションズを子会社化。
  - 9月16日 - ソフトバンク・テクノロジーへ保有するトライベック・ストラテジー株式を一部譲渡[5]。
- 2011年6月27日 - 本社を東京都港区六本木2丁目4番5号へ移転。
- 2013年10月1日 - 「SBメディアホールディングス株式会社」へ社名変更[6]。
- 2016年4月1日 - ソフトバンクグループからソフトバンクグループジャパン合同会社に株主異動。
- 2017年4月1日 - 親会社の吸収合併によりソフトバンクグループインターナショナルに株主異動。
- 2018年4月1日 - ソフトバンクグループインターナショナルの現物出資によりソフトバンクに株主異動。
- 2023年12月 - 本社を同区虎ノ門2丁目2番1号 住友不動産虎ノ門タワーへ移転。

## グループ会社
- SBクリエイティブ
  - ツギクル
- アイティメディア
  - 発注ナビ
- SBヒューマンキャピタル
  - ギルドワークス
  - マムズラボ
- リアライズ・イノベーションズ